# Нессельман, Георг Генрих Фердинанд
Георг Генрих Фердинанд Нессельман (1811—1881) — немецкий востоковед, филолог, переводчик и историк математики.

## Биография
Георг Генрих Фердинанд Нессельман родился 24 февраля 1811 года в прусском городе Фюрстенау. Получил образование в Кёнигсбергском университете. В 1843 году стал экстраординарным, а в 1859 году ординарным профессором арабистики и санскрита в нём же.
Автор словарей литовского («Wörterbuch der littauischen Sprache», Кёнигсберг, 1851) и прусского («Thesaurus linguae prussicae», Берлин, 1865) языков. Перевёл сочинения Кристионаса Донелайтиса на немецкий язык. Составил сборник «Литовские народные песни» на немецком языке «Lithuanische Volkslieder etc.» (Берлин, 1853). Также его перу принадлежит работа «De nom. et verb. с. pronom. inter. compos. in ling. Sanscr. usitat» (Кёнигсберг, 1838). Считается, что Нессельман в 1845 году впервые употребил термин «балты».
В 1879 году стал одним из основателей Литовского литературного общества.
Умер 7 января 1881 года в Кёнигсберге.

## Основные труды
- Versuch einer kritischen Geschichte der Algebra Архивная копия от 4 ноября 2012 на Wayback Machine, G. Reimer, Berlin 1842.
- Wörterbuch der littauischen Sprache Архивная копия от 4 ноября 2012 на Wayback Machine, Gebrüder Bornträger, Königsberg 1851.
- Littauische Volkslieder, gesammelt, kritisch bearbeitet und metrisch übersetzt Архивная копия от 4 ноября 2012 на Wayback Machine, Dümmler, Berlin 1853.
- Thesaurus linguae prussicae, 1873, Reprint 1969.
- Die Sprache der alten Preußen an ihren Überresten erläutert, 1845.
- Ein deutsch-preußisches Vocabularium aus dem Anfange des 15. Jahrhunderts Архивная копия от 28 сентября 2014 на Wayback Machine. In: Altpreußische Monatsschrift Bd. 4, Heft 5, Königsberg 1868.